# Czartoryski-Schlössel

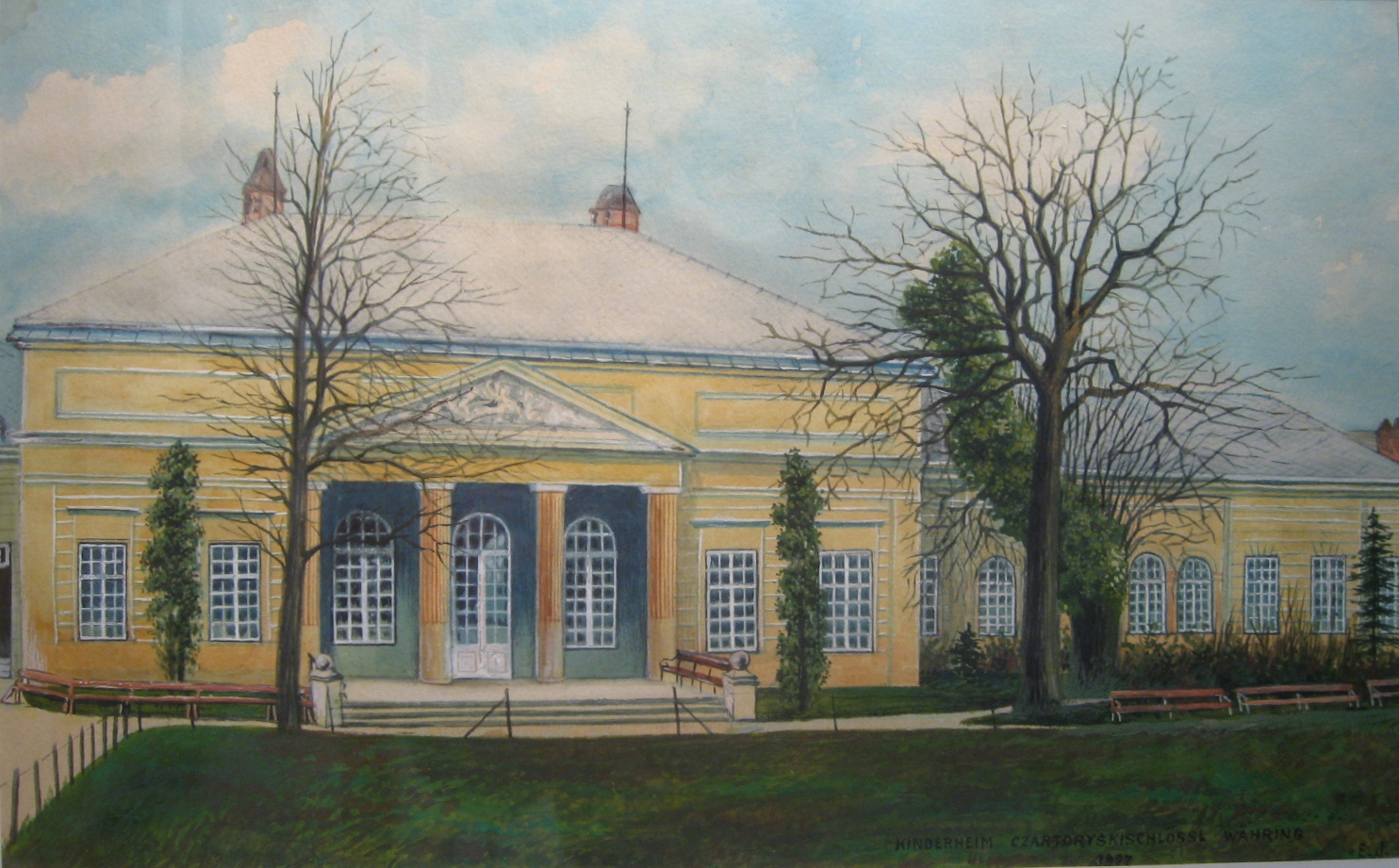
Das Czartoryski-Schlössel, Gartenseite (Gemälde, 1927)

Das Czartoryski-Schlössel war ein Palais im 18. Wiener Gemeindebezirk, Währing, Währinger Straße 175–181, aus dem frühen 19. Jahrhundert. Den Namen erhielt das Schlössel nach den polnischen Fürsten Czartoryski, in deren Besitz es bis zum Verkauf an die Stadt Wien 1912 verblieb. 1957 wurde das Gebäude abgerissen.

## Geschichte

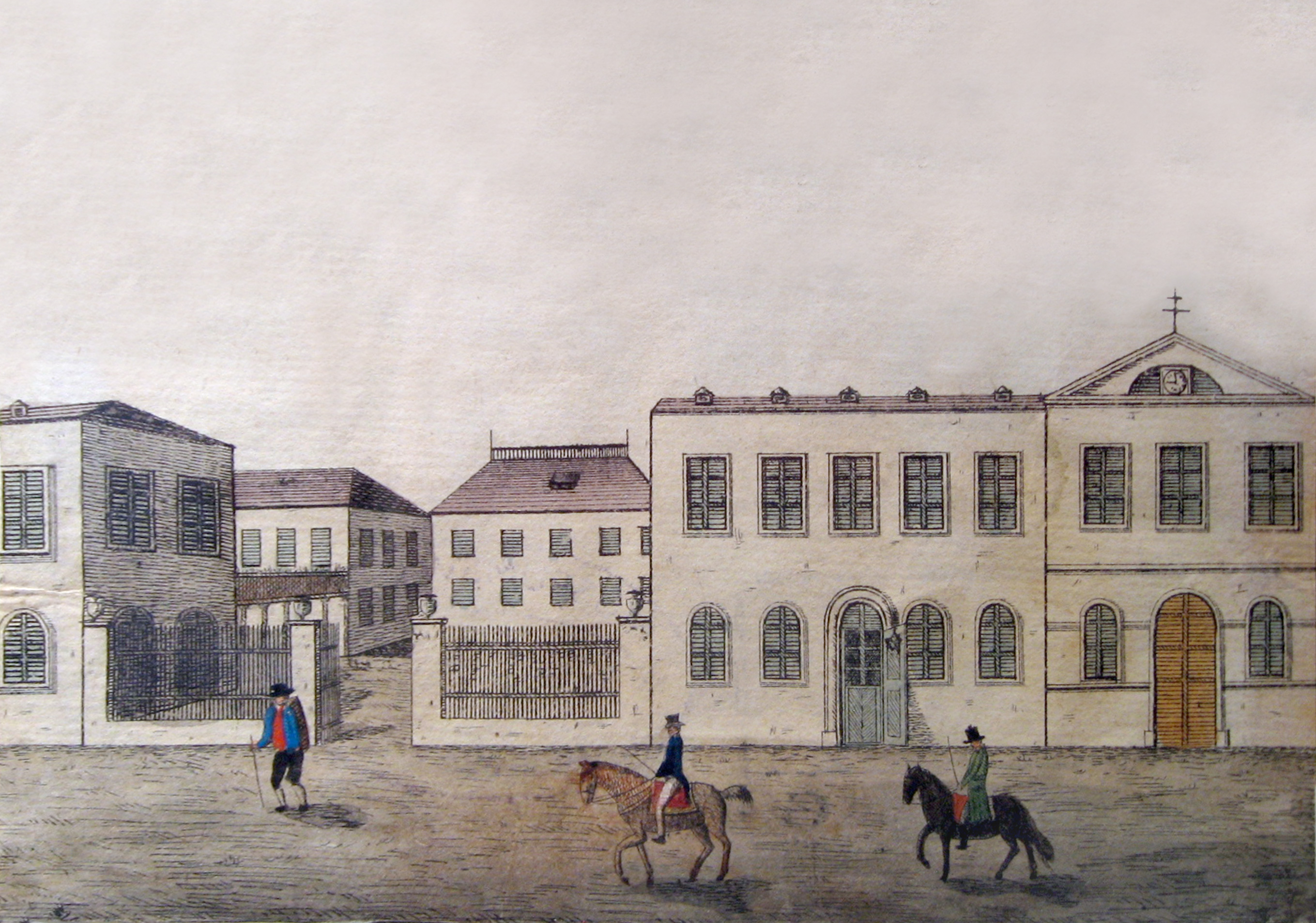
Das Schlössel, Straßenseite, nach dem Umbau, Stich um 1810

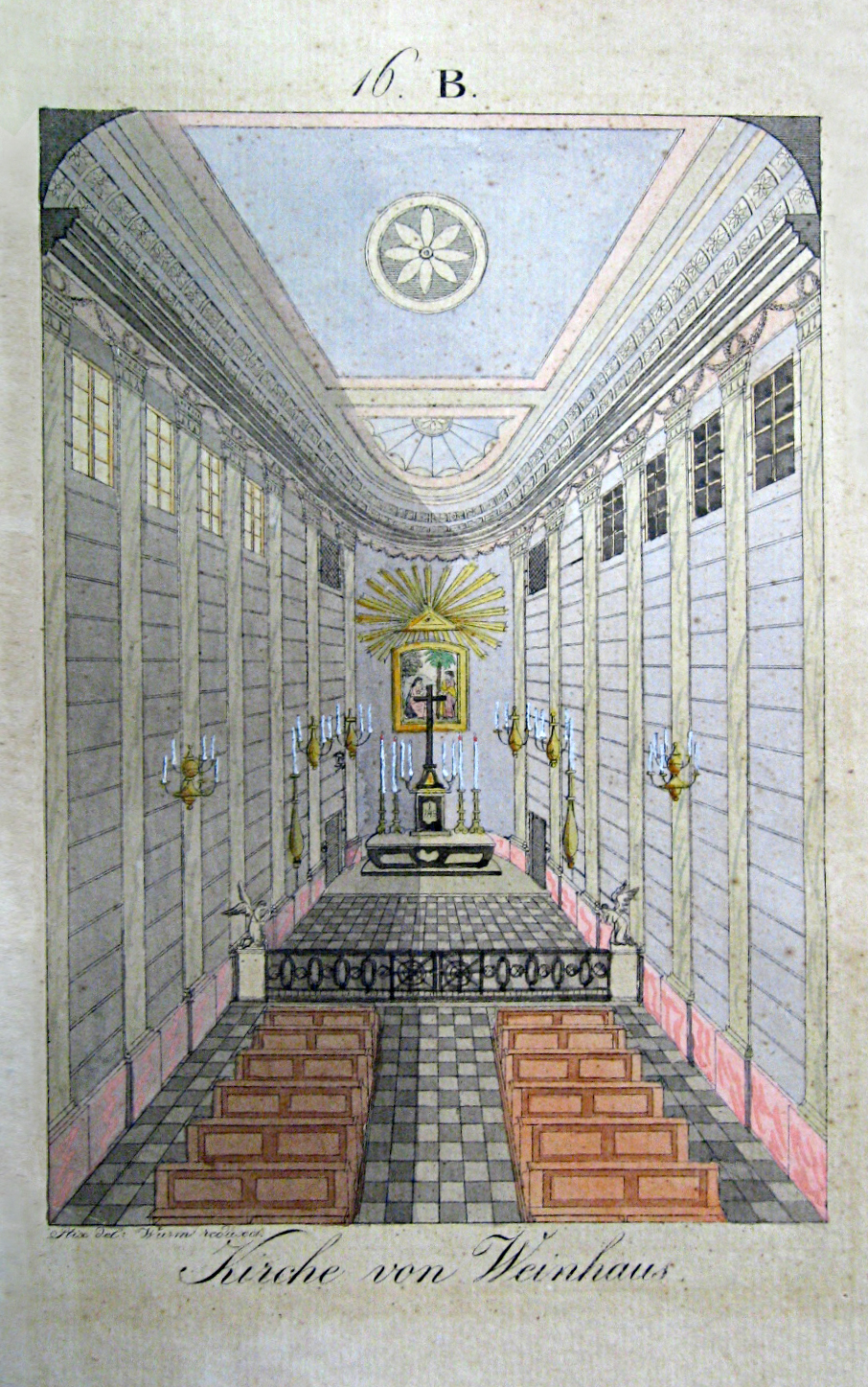
Die Schlosskapelle wurde von den Weinhausern bis 1893 als Kirche verwendet.

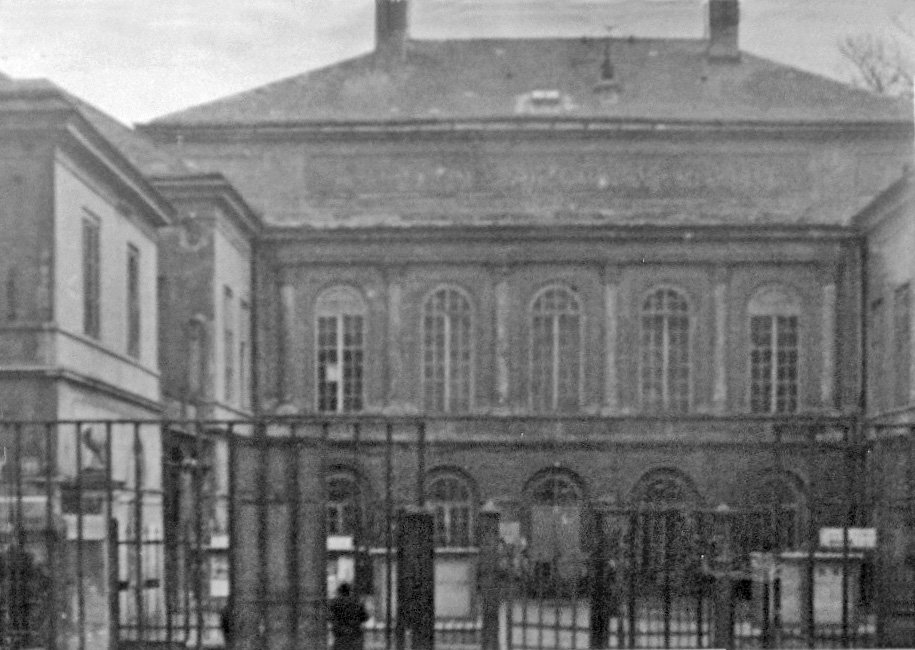
Haupttrakt und Ehrenhof des Czartoryski-Schlössels

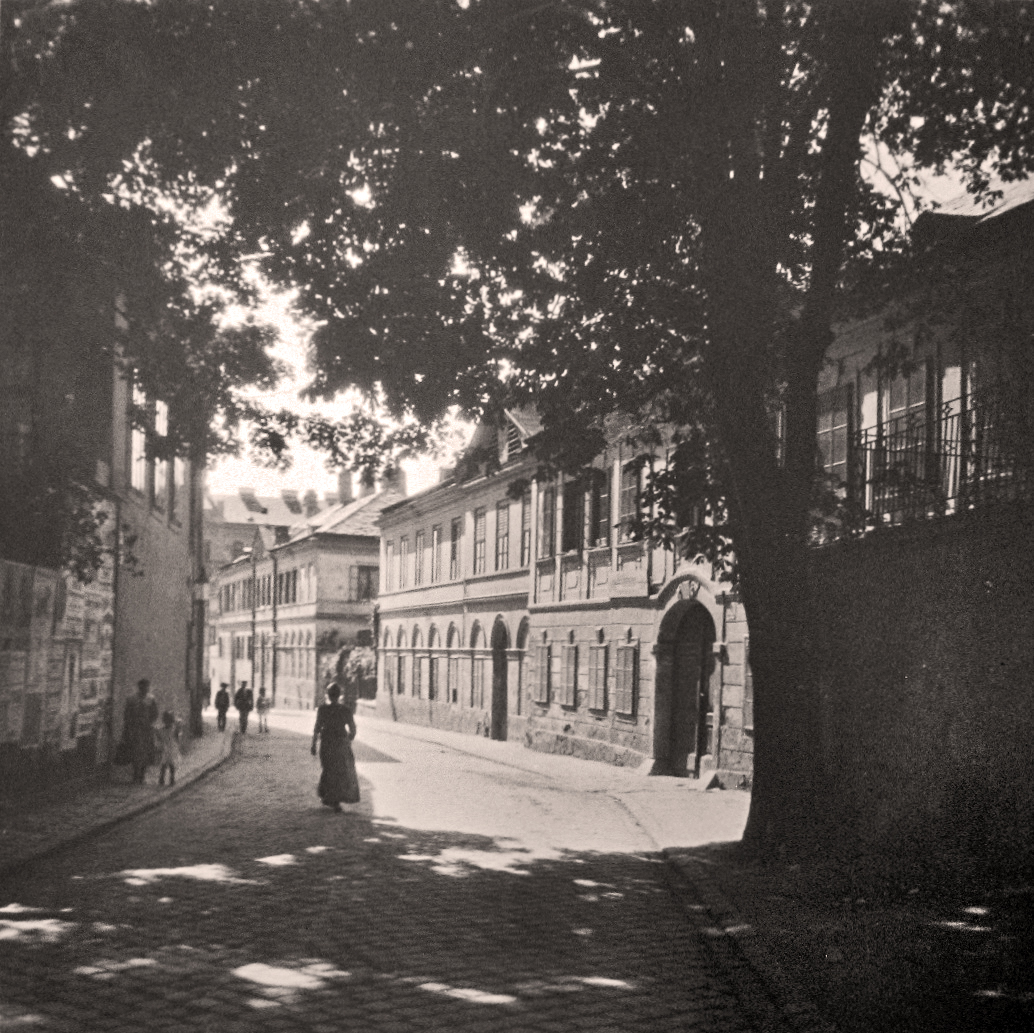
Die Seitentrakte, Foto 1918

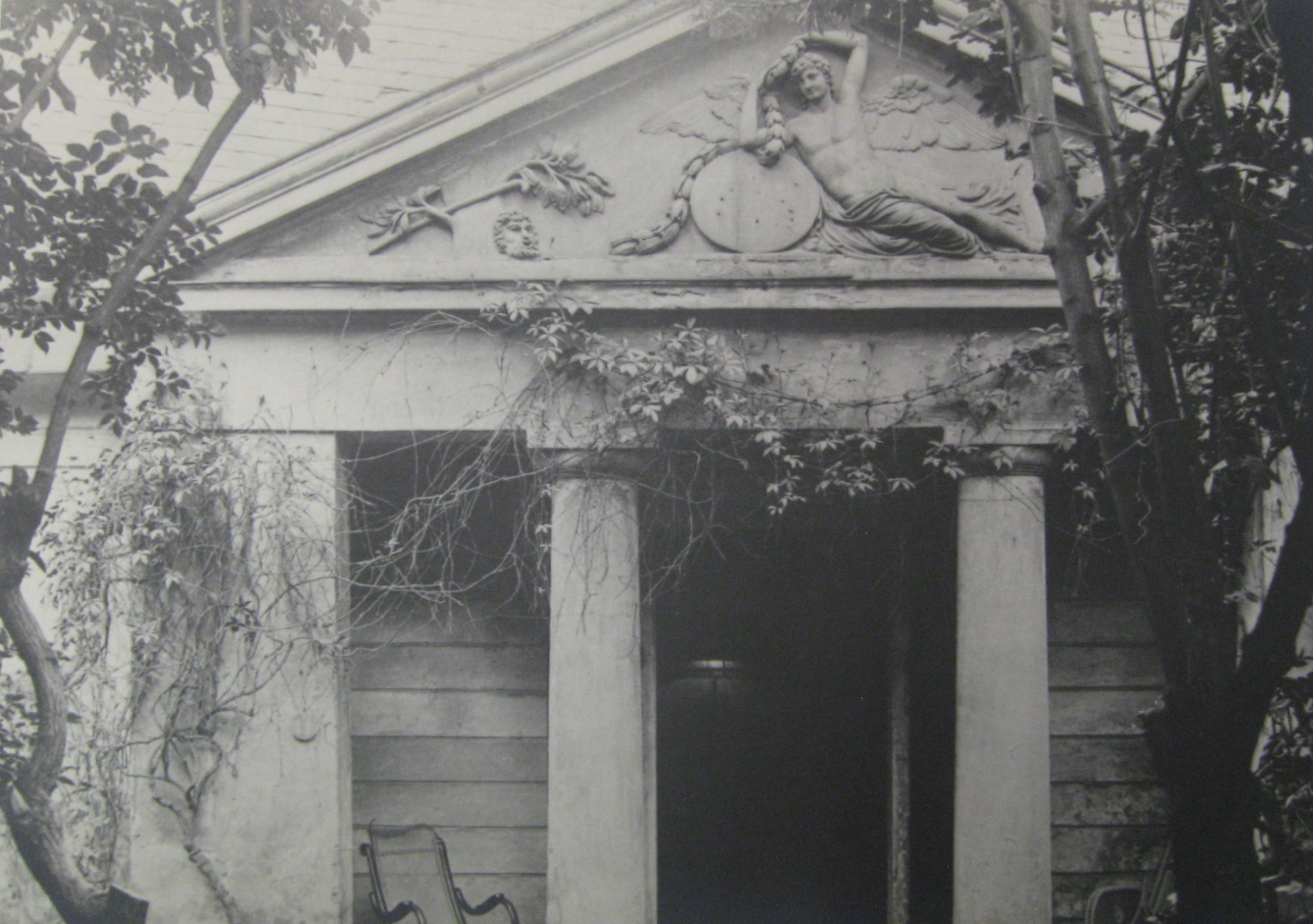
Mittelteil der Gartenfront

### Villa Schwab
Auf dem Areal stand seit 1748 die Villa des Hofjuweliers Josef Friedrich Schwab († 1780). Seine Enkelin Theresia Schwab heiratete 1802 den Bankier Jakob Friedrich van der Nüll (dessen jüngster Sohn der Architekt Eduard van der Nüll war). Er übernahm 1807 den Besitz und ließ die Villa umbauen, um hier seine Sammlungen zu beherbergen. Ein um 1810 entstandener Stich zeigt das Schlössel in diesem Bauzustand.
Nach dem Tod van der Nülls 1823 kaufte der Botschafter Großbritanniens in Österreich, Sir Henry Wellesley, 1. Baron Cowley (jüngerer Bruder des Siegers von Waterloo Arthur Wellesley, 1. Herzog von Wellington) im Jahr 1826 um 28.400 Gulden das Haus und den Garten und erweiterte und verschönerte das Palais. Nachdem er Wien 1831 verlassen hatte, verkaufte er den Besitz 1832 / 1834 an Fürst Konstantin Adam Czartoryski (1774–1860).

### Czartoryski-Schlössel
Fürst Czartoryski galt als großer Kunstsammler und „Mäzen der Musik“. Er ließ hier seine Sammlungen aufstellen und gab seine Schätze, insbesondere Bilder und Miniaturen, zum öffentlichen Besuch frei. Das von den Wienern bald „Czartoryski-Schlössel“ genannte Gebäude mit großen Parkanlagen beherbergte den kostbaren Kunstschatz der Fürsten sowie eine Gemäldegalerie. Als „Tempel der Musen“ war das Palais Treffpunkt der Aristokratie. Bei Hauskonzerten traten berühmte Musiker dieser Zeit wie Hector Berlioz und Franz Liszt auf. Der Fürst unterhielt im Schlössel ein eigenes Theater, wo Werke deutscher und französischer Klassiker, diese in der Originalsprache, aufgeführt wurden.
Die Liebe zur Kunst vererbte der Fürst seinen beiden Söhnen. Die beiden betätigten sich als Theater- und Musikkritiker und als Direktionsmitglieder der Gesellschaft der Musikfreunde, wobei sie aktiven Anteil am Bau des Wiener Musikvereinsgebäudes am Karlsplatz hatten. Dort befindet sich auch eine Gedenktafel. Das Czartoryski-Schlössel jedoch wurde von Sohn Georg (1828–1912), der es geerbt hatte, kaum instand gehalten.
In den Jahren 1896 / 1897 wurde ein Teil der Sammlungen auf den Familiensitz, Schloss Jaroslau in Galizien, gebracht. Die kostbar verzierten eingelegten Fußböden sowie die Tür- und Fensterstöcke wurden 1912 ausgebaut, bevor das Anwesen an die Stadt Wien verkauft wurde. Im Ersten Weltkrieg lag Schloss Jaroslau direkt an der Ostfront und erlitt bei russischen Angriffen schwere Kriegsschäden. Die im Schloss befindliche Inneneinrichtung des Familiensitzes der Czartoryski verbrannte.

### Volksheim, Luftschutzkaserne, Schule
Nach dem Verkauf an die Stadt bestand der Plan, das Areal zu parzellieren, konnte aber auf Grund des Krieges nicht realisiert werden. Nach 1918 wurde unter der nunmehr sozialdemokratischen Stadtverwaltung 1923 ein Volksheim eröffnet, nachdem der Besitz von Währinger Sozialdemokraten in unbezahlter Arbeit renoviert worden war. Die Räumlichkeiten wurden zu diesem Zweck adaptiert, die ehemalige Schlosskapelle wurde zu einem Festsaal umfunktioniert und für kulturelle Veranstaltungen verwendet. Die Gemeinde Wien vermietete die restlichen Räume an die SDAPÖ-Bezirksorganisation.
1934 wurde das Schlössel von der ständestaatlichen Bundesregierung beschlagnahmt. Während des Zweiten Weltkrieges diente es als Luftschutzkaserne. 1945 erlitt das Gebäude zwei Brände, die KPÖ mietete sich zeitweise ein. Die Währinger SPÖ  bekam das Gebäude 1951 als Mieter zurück und konnte es 1953 wieder besiedeln. Von 1950 bis 1955 wurde das Schlössel als Theaterraum verwendet, unter anderem vom Kabarett „Gersthofer Brettl“.
Da die Sanierung des Gebäudes aus wirtschaftlichen Gründen nicht mehr in Frage kam, wurde das Czartoryski-Schlössel 1957 demoliert und auf dem Areal bis 1959 eine Volks- und Sonderschule für körperbehinderte Kinder errichtet. Sie wurde 1989 nach Hans Radl benannt, der 1926 die erste Tagesheimschule für körperbehinderte Kinder initiiert hatte.

## Architektur
Das Schlössel war seit dem Umbau um 1810 im Empire-Stil gestaltet. Es war hufeisenförmig gegliedert und zwei- bis dreigeschoßig. Der Mitteltrakt war von der Währinger Straße aus zurückversetzt und bildete mit den beiden Seitenflügeln einen Ehrenhof. Dieser war zur Straße durch ein Eisengitter abgegrenzt. An der Gartenseite des Palais, die durch einen giebelgekrönten Portikus mit dorischen Säulen und Reliefs geschmückt war, begann ein englischer Landschaftsgarten, der sich den Hügel zur Kreuzgasse hinauf zog.
Nach dem Auszug der Familie Czartoryski blieben von der ehemaligen Ausstattung die Bibliotheksdecke mit mythologischen Darstellungen sowie der Stuckplafond in der ehemaligen Gemäldegalerie erhalten. In der Gemäldegalerie wurde später ein Theatersaal eingerichtet, die Kapelle in einen Festsaal umgestaltet.